# Hermann Stadium

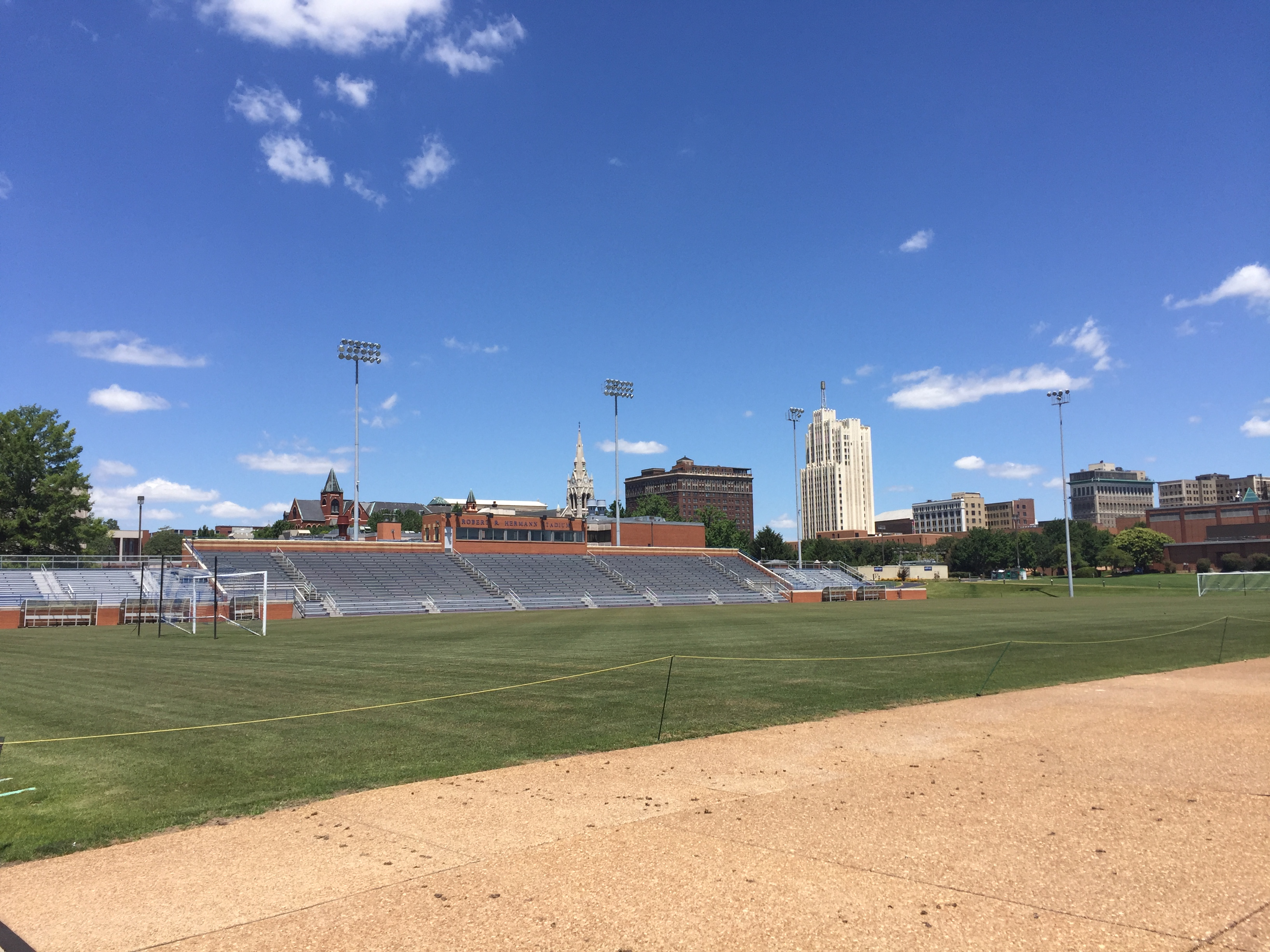
Robert R. Hermann Stadium.

El Hermann Stadium o Robert R. Hermann Stadium es un estadio de fútbol localizado en el campus de la universidad de San Luis (Misuri). Se inauguró el 21 de agosto de 1999. Este estadio tiene un aforo para 6.050 personas.